# Emanuel Luxardo
Emanuel Luxardo (Zadar, 8. rujna 1848. − Zadar, 23. studenoga 1905.) bio je hrvatski liječnik, kulturni radnik, hrvatski preporoditelj, visoki medicinski dužnosnik. Bio je doktor medicine, kirurgije i prava. 

## Životopis
Rodio se je u Zadru u obitelji Talijana iz Trsta, od oca Emanuela i majke Caroline Degiovanni. Materinski jezik bio mu je talijanski. Studirao je medicinu u Padovi. Na fakultetu je postao asistentom. Ipak se vratio u rodni kraj. U medicini je djelovao kao kirurg, internist, porodničar i okulist.
Iako Talijan u vremenima kad je autonomaštvo i talijanaštvo bilo vrlo utjecajno u Kraljevini Dalmaciji, shvaćao je borbu hrvatskog naroda za nacionalnu emancipaciju. Uvijek je pomagao hrvatsku narodnu stvar. Do kraja života bio je među aktivnim članovima Hrvatske čitaonice. Na izborima za Dalmatinski sabor i Carevinsko vijeće uvijek je glasovao za hrvatske stranke. 
Oženio je kćer poznatog hrvatskog političara Mihe Klaića Anu. 
1880. postao je liječnik prvenac (primarijus) u Dubrovniku. Poslije smrti dr Ivan Augustin Kaznačić 13. veljače 1883. postao je ravnateljem bolnice u Dubrovniku. Dužnost je obnašao do 1888. godine. Od 1892. ponovo je u rodnom Zadru gdje je liječnik prvenac (primarijus i šef) novootvorene zadarske bolnice. Bio je dužnosnik u Zemaljskom zdravstvenom vijeću. U znanstvenom radu istakao se proučavanjem onda vrlo raširenih bolesti malarije i sušice. Napisao je nekoliko rasprava.
Umro je 1905. godine. Premda iz talijanskogovorne obitelji, osmtnica mu je objavljena i na hrvatskom, što je u ono doba bila rijetkost.